# Proscomidie
La Proscomidie (du grec ancien : Προσκομιδή, proscomidê : « apporter, transporter ») est le rituel de préparation des Saints Dons avant leur bénédiction lors de la Divine Liturgie.
On utilise également le terme Prothèse (du grec ancien : Πρόθεσις, prothésis : « présentation, offrande ») pour désigner le même rituel et les deux termes sont employés comme synonymes.

## Histoire
Tout au long de l'office, les fidèles apportaient au prêtre un pain (ou prosphore) constituant leur offrande. Les prosphores étaient disposées dans une pièce séparée de l'église, le skeuophylakion. Du VIIe au VIIIe siècle, le rite se précisa. C'est alors que se fixa l'ensemble des prières dites au cours de la proscomidie. Les fidèles apportaient leur offrande aux diacres avant l'office proprement dit pour que ceux-ci les préparent en vue de leur bénédiction lors de la Divine Liturgie.

## La chapelle de proscomidie
Le rituel de la proscomidie, c'est-à-dire de la préparation des offrandes, s'est fixé dans un lieu séparé, à l'abri du regard des fidèles, voisin le plus souvent du sanctuaire, appelé chapelle de procomidie. Dans la plupart des églises de rite byzantin, la chapelle de proscomidie est une petite chapelle située au nord du sanctuaire. Lorsque la disposition des lieux ne permet pas de disposer la chapelle de proscomidie à côté du sanctuaire, celle-ci est installée juste après l'Entrée royale, à gauche de celle-ci. Dans l'église arménienne, la proscomédie est appelée aratchadrutiun de même sens que le grec prothèse : « placé en avant ». La proscomidie s'y célèbre au début de la Divine Liturgie lorsque le célébrant, entièrement paré des habits sacerdotaux, entre dans le sanctuaire et que le rideau est tiré à cet effet.